# Vierge à l'Enfant (La Ferrière)
La Vierge à l'Enfant de l'église Notre-Dame à La Ferrière, une ancienne commune du département des Côtes-d'Armor dans la région Bretagne en France, est une sculpture créée au XIIIe siècle. La Vierge à l'Enfant en bois de tilleul est classée monument historique au titre d'objet le 13 août 1964. 
Cette Vierge à l'Enfant fut utilisée comme reliquaire, portée en procession.